# Corenne (Seanchaanse term)
De Corenne is een term die in het fictieve keizerrijk Seanchan wordt gebruikt in de serie Het Rad des Tijds, geschreven door de Amerikaanse auteur Robert Jordan. De Corenne is de naam voor de invasie van de Seanchaanse legers in de Westlanden, met het doel de landen vanwaar de voorouders van Luthair Mondwin kwamen te heroveren.

## Het fiasco in Falme
De eerste Seanchaanse aanval op de Westlanden vond plaats nabij de havenstad Falme. De stad werd door de Seanchanen bezet. Ondanks aanvallen van legers van zowel Tarabon als Arad Doman bleven de Seanchanen met hulp van hun damane - beteugelde Aes Sedai - in de stad. Een legioen Witmantels werd bijna afgeslacht toen Mart Cauton op de legendarische Hoorn van Valere blies en zo de dode helden tot leven wekte. Samen met Rhand Altor, die zichzelf uitsprak als de Herrezen Draak en in de wolken tegen Ishamael vocht, werden de Seanchanen teruggedreven in de Arythische Oceaan.

## De verovering van Tarabon
De dood van generaal Turak - de bevelhebber van het Seanchaanse leger - leidde tot een zware crisis. Uiteindelijk wist hoogvrouwe Suroth Sabelle Meldarath (Suroth) een groot deel van de vloot bijeen te houden. Met dit leger veroverde ze enkele van de Zeevolk eilanden, waarna de Taraboonse hoofdstad Tanchico werd bezet. Omdat Tarabon zich in een burgeroorlog bevond ontmoette de Seanchanen nauwelijks tegenstand. Al snel was heel Tarabon stevig in Seanchaanse handen: de nieuwe koning en panarch zwoeren trouw aan het Keizerrijk, terwijl het Taraboonse leger in de Corenne werd opgenomen. Rust en orde werden hersteld.

## De val van Amadicia
Het volgende Seanchaanse oorlogsdoel was het door de Witmantels bestuurde land Amadicia. Diens hoofdstad Amador werd bij verrassing door de Seanchanen ingenomen. Ondanks tegenstand van de koning en Kapiteinheergebieder Eamon Valda in de slag bij Jeramel werd weldra heel Amadicia aan de Seanchaanse wet onderworpen. De Witmantels sloten een verbond met de nieuwe heersers in Amador. Koning Ailron werd gedood bij Jeramel.

## Altara
Tegelijk met de verovering van Amadicia landde een Seanchaanse oorlogsvloot in Ebo Dar, de hoofdstad van Altara. De stad viel zonder veel verzet in Seanchaanse handen, waarna dezen bijna meteen daarna het achterland begonnen te bezetten. Koningin Tylin sloot zich aan bij de Seanchanen met het doel eindelijk Altara onder haar banier te verenigen. Het zuiden van Altara lag al snel stevig in Seanchaanse controle, maar toen men zich opmaakte om naar het noorden te trekken begon een plotseling tegenslag:
Rhand Altor, algemeen erkend als de Herrezen Draak, begon met een klein leger bestaande uit soldaten en Asha'man een tegenoffensief tegen de Seanchaanse legers. Ondanks zware verliezen drukten de troepen van de Herrezen Draak door tot Ebo Dar zelf. Daar werd hij echter in een bui van halve krankzinnigheid - veroorzaakt door Callandor - verslagen. De Seanchaanse heerschappij over Altara had echter een behoorlijke klap gekregen.

## Opstand & Shaido
De Seanchanen hervonden hun sterkte, maar moesten nog wel met twee opstanden afrekenen: in Ebo Dar kwamen de damane van het Zeevolk in opstand na te zijn bevrijd. In de baai werd een felle zeeslag uitgevochten waarbij ook saidar werd gebruikt als wapen in de strijd. Veel vrouwen van het Zeevolk wisten te ontsnappen uit de haven.
In Tarabon - dat Suroth omschreef als "even veilig als Seander zelf" - brak een opstand uit van Draakgezworenen nadat Rodel Ituralde met een leger heel Tarabon had aangevallen. De Seanchanen hadden de rust snel hersteld, en stuurden een leger over de Vlakte van Almoth naar het noorden om Ituralde in Arad Doman zelf aan te vallen.
Met hulp van Perijn Aybara en zijn leger werden de Shaido, een stam van Aiel, in Altara verslagen in een grote veldslag. De Seanchanen hadden hierbij een belangrijk aandeel.

## Recentelijke ontwikkelingen
Een zware nederlaag nabij de grens met Arad Doman en een mislukte invasie van Illian deden de Seanchaanse zaak weinig goeds. De expansie leek definitief over, zeker nadat Tuon terugkeerde en het bericht kwam van een burgeroorlog in Seanchan zelf.
Tegelijkertijd, wetende dat Tarmon Gai'don naderde, stuurde de Herrezen Draak gezanten naar Ebo Dar om met de Seanchanen te onderhandelen over een wapenstilstand. Hierover moet nog meer duidelijkheid komen.